# Rachid Alioui
Rachid Alioui (La Rochelle, Nueva Aquitania, 18 de junio de 1992) es un futbolista francés, nacionalizado marroquí, que juega en la demarcación de delantero para el S. C. Toulon del Championnat National 2.

## Selección nacional
Tras jugar tres partidos con la selección de fútbol sub-23 de Marruecos, finalmente el 5 de marzo de 2014 hizo su debut con la selección absoluta en un encuentro contra Gabón que finalizó con un resultado de empate a uno tras los goles de Youssef El Arabi por parte de Marruecos, y de Malick Evouna para Gabón. Además llegó a disputar dos partidos de la clasificación para la Copa Mundial de Fútbol de 2018 y tres de la Copa Africana de Naciones 2017.

### Goles internacionales
| # | Fecha                 | Estadio                                    | Oponente        | Gol | Resultado | Competición                    |
| - | --------------------- | ------------------------------------------ | --------------- | --- | --------- | ------------------------------ |
| 1 | 11 de octubre de 2016 | Estadio de Marrakech, Marrakech, Marruecos | Canadá          | 4–0 | 4-0       | Amistoso                       |
| 2 | 24 de enero de 2017   | Stade d'Oyem, Oyem, Gabón                  | Costa de Marfil | 1–0 | 1–0       | Copa Africana de Naciones 2017 |

## Clubes
| Club                    | País       | Año       | Partidos | Goles |
| ----------------------- | ---------- | --------- | -------- | ----- |
| E. A. Guingamp          | Francia    | 2011-2015 | 74       | 7     |
| Stade Laval (cedido)    | Francia    | 2015-2016 | 38       | 9     |
| Nîmes Olympique         | Francia    | 2016-2019 | 98       | 35    |
| Angers S. C. O.         | Francia    | 2019-2021 | 32       | 7     |
| K. V. Kortrijk (cedido) | Bélgica    | 2021-2022 | 6        | 1     |
| F. C. Versailles 78     | Francia    | 2022-2023 | 26       | 2     |
| F. C. Swift Hesperange  | Luxemburgo | 2023-2024 | 10       | 4     |
| S. C. Toulon            | Francia    | 2024-     | 7        | 1     |

## Palmarés

### Campeonatos nacionales
| Título          | Club           | País    | Año  |
| --------------- | -------------- | ------- | ---- |
| Copa de Francia | E. A. Guingamp | Francia | 2014 |